# Die 100 Bücher des Jahrhunderts von Le Monde
Die 100 Bücher des Jahrhunderts sind eine Auflistung der Bücher, die als die hundert besten des zwanzigsten Jahrhunderts eingeschätzt wurden. Die Liste wurde im Frühling 1999 nach einer Meinungsumfrage aufgesetzt, die von der französischen Handelskette Fnac und der Pariser Tageszeitung Le Monde durchgeführt worden war.
Aus einer Vorliste von 200 Titeln, die Buchhandlungen und Journalisten zusammengestellt hatten, wählten 17.000 Franzosen, indem sie die Frage beantworteten, „Welche Bücher sind in Ihrem Gedächtnis geblieben?“ (« Quels livres sont restés dans votre mémoire ? »).
Die Liste mischt große Romane mit Dichtung, Theaterstücken und Comics. Die ersten fünfzig Werke waren das Thema eines Aufsatzes von Frédéric Beigbeder, Dernier inventaire avant liquidation, in dem er insbesondere auf den französischen Charakter der Liste hingewiesen hat.

## Die 100 Bücher des Jahrhunderts
| Nr. | Titel                                            | Autor                           | Jahr      |
| --- | ------------------------------------------------ | ------------------------------- | --------- |
| 1   | Der Fremde                                       | Albert Camus                    | 1942      |
| 2   | Auf der Suche nach der verlorenen Zeit           | Marcel Proust                   | 1913–1927 |
| 3   | Der Prozess                                      | Franz Kafka                     | 1925      |
| 4   | Der kleine Prinz                                 | Antoine de Saint-Exupéry        | 1943      |
| 5   | So lebt der Mensch                               | André Malraux                   | 1933      |
| 6   | Reise ans Ende der Nacht                         | Louis-Ferdinand Céline          | 1932      |
| 7   | Früchte des Zorns                                | John Steinbeck                  | 1939      |
| 8   | Wem die Stunde schlägt                           | Ernest Hemingway                | 1940      |
| 9   | Der große Meaulnes                               | Alain-Fournier                  | 1913      |
| 10  | Der Schaum der Tage                              | Boris Vian                      | 1947      |
| 11  | Das andere Geschlecht                            | Simone de Beauvoir              | 1949      |
| 12  | Warten auf Godot                                 | Samuel Beckett                  | 1952      |
| 13  | Das Sein und das Nichts                          | Jean-Paul Sartre                | 1943      |
| 14  | Der Name der Rose                                | Umberto Eco                     | 1980      |
| 15  | Der Archipel Gulag                               | Alexander Solschenizyn          | 1973      |
| 16  | Paroles                                          | Jacques Prévert                 | 1946      |
| 17  | Alkohol                                          | Guillaume Apollinaire           | 1913      |
| 18  | Der Blaue Lotos                                  | Hergé                           | 1936      |
| 19  | Tagebuch der Anne Frank                          | Anne Frank                      | 1947      |
| 20  | Traurige Tropen                                  | Claude Lévi-Strauss             | 1955      |
| 21  | Schöne neue Welt                                 | Aldous Huxley                   | 1932      |
| 22  | 1984                                             | George Orwell                   | 1949      |
| 23  | Asterix der Gallier                              | René Goscinny und Albert Uderzo | 1959      |
| 24  | Die kahle Sängerin                               | Eugène Ionesco                  | 1952      |
| 25  | Drei Abhandlungen zur Sexualtheorie              | Sigmund Freud                   | 1905      |
| 26  | Die schwarze Flamme                              | Marguerite Yourcenar            | 1968      |
| 27  | Lolita                                           | Vladimir Nabokov                | 1955      |
| 28  | Ulysses                                          | James Joyce                     | 1922      |
| 29  | Die Tatarenwüste                                 | Dino Buzzati                    | 1940      |
| 30  | Die Falschmünzer                                 | André Gide                      | 1925      |
| 31  | Der Husar auf dem Dach                           | Jean Giono                      | 1951      |
| 32  | Die Schöne des Herrn                             | Albert Cohen                    | 1968      |
| 33  | Hundert Jahre Einsamkeit                         | Gabriel García Márquez          | 1967      |
| 34  | Schall und Wahn                                  | William Faulkner                | 1929      |
| 35  | Die Tat der Thérèse Desqueyroux                  | François Mauriac                | 1927      |
| 36  | Zazie in der Metro                               | Raymond Queneau                 | 1959      |
| 37  | Verwirrung der Gefühle                           | Stefan Zweig                    | 1927      |
| 38  | Vom Winde verweht                                | Margaret Mitchell               | 1936      |
| 39  | Lady Chatterleys Liebhaber                       | D. H. Lawrence                  | 1928      |
| 40  | Der Zauberberg                                   | Thomas Mann                     | 1924      |
| 41  | Bonjour tristesse                                | Françoise Sagan                 | 1954      |
| 42  | Das Schweigen des Meeres                         | Vercors                         | 1942      |
| 43  | Das Leben Gebrauchsanweisung                     | Georges Perec                   | 1978      |
| 44  | Der Hund von Baskerville                         | Arthur Conan Doyle              | 1901–1902 |
| 45  | Die Sonne Satans                                 | Georges Bernanos                | 1926      |
| 46  | Der große Gatsby                                 | F. Scott Fitzgerald             | 1925      |
| 47  | Der Scherz                                       | Milan Kundera                   | 1967      |
| 48  | Die Verachtung                                   | Alberto Moravia                 | 1954      |
| 49  | Alibi                                            | Agatha Christie                 | 1926      |
| 50  | Nadja                                            | André Breton                    | 1928      |
| 51  | Aurélien                                         | Louis Aragon                    | 1944      |
| 52  | Der seidene Schuh                                | Paul Claudel                    | 1929      |
| 53  | Sechs Personen suchen einen Autor                | Luigi Pirandello                | 1921      |
| 54  | Der aufhaltsame Aufstieg des Arturo Ui           | Bertolt Brecht                  | 1959      |
| 55  | Freitag oder Im Schoss des Pazifik               | Michel Tournier                 | 1967      |
| 56  | Der Krieg der Welten                             | H. G. Wells                     | 1898      |
| 57  | Ist das ein Mensch?                              | Primo Levi                      | 1947      |
| 58  | Der Herr der Ringe                               | J. R. R. Tolkien                | 1954–1955 |
| 59  | Les Vrilles de la vigne                          | Sidonie-Gabrielle Colette       | 1908      |
| 60  | Hauptstadt der Schmerzen                         | Paul Éluard                     | 1926      |
| 61  | Martin Eden                                      | Jack London                     | 1909      |
| 62  | Südseeballade                                    | Hugo Pratt                      | 1967      |
| 63  | Am Nullpunkt der Literatur                       | Roland Barthes                  | 1953      |
| 64  | Die verlorene Ehre der Katharina Blum            | Heinrich Böll                   | 1974      |
| 65  | Das Ufer der Syrten                              | Julien Gracq                    | 1951      |
| 66  | Die Ordnung der Dinge                            | Michel Foucault                 | 1966      |
| 67  | Unterwegs                                        | Jack Kerouac                    | 1957      |
| 68  | Die wunderbare Reise des kleinen Nils Holgersson | Selma Lagerlöf                  | 1906–1907 |
| 69  | Ein Zimmer für sich allein                       | Virginia Woolf                  | 1929      |
| 70  | Die Mars-Chroniken                               | Ray Bradbury                    | 1950      |
| 71  | Die Verzückung der Lol V. Stein                  | Marguerite Duras                | 1964      |
| 72  | Das Protokoll                                    | Jean-Marie Gustave Le Clézio    | 1963      |
| 73  | Tropismen                                        | Nathalie Sarraute               | 1939      |
| 74  | Tagebücher 1887-1910                             | Jules Renard                    | 1925      |
| 75  | Lord Jim                                         | Joseph Conrad                   | 1900      |
| 76  | Schriften                                        | Jacques Lacan                   | 1966      |
| 77  | Das Theater und sein Double                      | Antonin Artaud                  | 1938      |
| 78  | Manhattan Transfer                               | John Dos Passos                 | 1925      |
| 79  | Fiktionen                                        | Jorge Luis Borges               | 1944      |
| 80  | Moloch. Das Leben des Moravagine                 | Blaise Cendrars                 | 1926      |
| 81  | Der General der toten Armee                      | Ismail Kadare                   | 1963      |
| 82  | Sophies Entscheidung                             | William Styron                  | 1979      |
| 83  | Zigeunerromanzen                                 | Federico García Lorca           | 1928      |
| 84  | Maigret und Pietr der Lette                      | Georges Simenon                 | 1931      |
| 85  | Notre-Dame-des-Fleurs                            | Jean Genet                      | 1944      |
| 86  | Der Mann ohne Eigenschaften                      | Robert Musil                    | 1930–1932 |
| 87  | Fureur et mystère                                | René Char                       | 1948      |
| 88  | Der Fänger im Roggen                             | J. D. Salinger                  | 1951      |
| 89  | Keine Orchideen für Mrs. Blandish                | James Hadley Chase              | 1939      |
| 90  | Die Abenteuer von Blake und Mortimer             | Edgar P. Jacobs                 | 1950      |
| 91  | Die Aufzeichnungen des Malte Laurids Brigge      | Rainer Maria Rilke              | 1910      |
| 92  | Paris-Rom oder Die Modifikation                  | Michel Butor                    | 1957      |
| 93  | Elemente und Ursprünge totaler Herrschaft        | Hannah Arendt                   | 1951      |
| 94  | Der Meister und Margarita                        | Michail Bulgakow                | 1967      |
| 95  | Trilogie: Sexus, Plexus und Nexus                | Henry Miller                    | 1949–1960 |
| 96  | Der große Schlaf                                 | Raymond Chandler                | 1939      |
| 97  | Seemarken                                        | Saint-John Perse                | 1957      |
| 98  | Gaston                                           | André Franquin                  | 1957      |
| 99  | Unter dem Vulkan                                 | Malcolm Lowry                   | 1947      |
| 100 | Mitternachtskinder                               | Salman Rushdie                  | 1981      |